# Släng in en clown
Släng in en clown är det åttonde soloalbumet av den svenske artisten Olle Ljungström. Skivan släpptes 22 mars 2013. Detta album blev det sista som släpptes under Olle Ljungströms livstid, innan hans bortgång 4 maj 2016. Dock släpptes hans nionde album, Måla hela världen, postumt 2017.
Låten "Världen är så mycket bättre nu" släpptes som digital singel, och "Han kommer förbi" släpptes även i remix-version.

## Mottagande
Som det sista album som Ljungström fick färdigställt innan sin död 2016, mottog Släng in en clown något mer blandade recensioner än hans förra skiva Sju, fast skivan fick även några väldigt positiva recensioner. Göteborgs-Posten gav näst högsta betyg, 4/5, och skrev att "texterna kryper innanför skinnet" medan Olle "sjunger med skör skärpa." I Nöjesguiden och Gaffa mottog Släng in en clown 5/6 i betyg.
Aftonbladet gav det medels betyget 3/5, men betonade att Ljungström är "aldrig ointressant." Även i Expressen, Sydsvenskan, Dagens Nyheter och Arbetarbladet fick skivan 3/5 i betyg.

## Låtlista
Alla låtar av Olle Ljungström, Torsten Larsson och Joel Fritzell, förutom spår 4 och 10 av Ljungström och Larsson, samt spår 3 av Ljungström, Larsson och Heinz Liljedahl.
1. "Han kommer förbi" - 2:27
2. "Kärlek och en balkong" - 2:48
3. "Världen är så mycket bättre nu" - 3:38
4. "Från A till dig (och tillbaks igen)" - 3:06
5. "Vi låtsas att det regnar" - 2:24
6. "Anna Karina" - 2:59
7. "Släng in en clown" - 3:13
8. "Dansa och dö" - 3:43
9. "Man lever tills man dör" - 3:29
10. "Jag vet att vi nån gång får va med om allt" - 4:19
11. "Hallå! Bibi Andersson" - 2:46
12. "Lalalalalalalalalala" - 2:21

## Medverkande
- Olle Ljungström - sång, gitarr
- Joel Fritzell - gitarr, bas, kör, keyboard, slagverk
- Torsten Larsson - gitarr, bas, kör, slagverk, keyboard
- Johan Håkansson - trummor
- Kalle Stintzing - keyboard
- Cecilia Ekströmer - kör
- Alma Janblad - kör
- Mikael Falk - saxofon

## Listplaceringar
| Lista (2013) | Topplacering |
| ------------ | ------------ |
| Sverige      | 5            |